# Bérchules
Bérchules és un municipi de la província de Granada. Pertany a la comarca de La Alpujarra. Part del seu terme municipal es troba al Parc Nacional de Sierra Nevada. Es troba a mig camí entre Granada i Almeria (a uns 110 km d'ambdues ciutats), a 1.319 metres sobre el nivell del mar, essent un dels pobles més alts d'Espanya. Dins el seu terme municipal neix el riu Guadalfeo, que desemboca entre Salobreña i Motril (província de Granada). Té una superfície de 69 km²; i una població de 822 habitants (2010). Els nuclis principals són: Bérchules (el "barrio de arriba") i Alcútar, separats aproximadament 1 km.

## Festes
- 27 de juliol (San Pantaleón, patró de Bérchules)
- 2n diumenge d'agost (Santo Cristo, patró d'Alcútar)
- 25 d'abril (San Marcos).
- Des de 1994, arran d'un tall del subministrament elèctric coincidint amb la nit de cap d'any, se celebra la "Nochevieja en Agosto" durant el primer cap de setmana del mes.